# Campionati del mondo di corsa campestre 1978
Il VI Campionato mondiale di corsa campestre si è svolto a Glasgow, nel Regno Unito, il 26 marzo 1978 al Bellahouston Park. Vi hanno preso parte 360 atleti in rappresentanza di 27 nazioni. Il titolo maschile è stato vinto da John Treacy mentre quello femminile da Grete Waitz.

## Nazioni partecipanti
Qui sotto sono elencate le nazioni che hanno partecipato a questi campionati (tra parentesi il numero degli atleti per ciascuna nazione):
- Austria (7)
- Belgio (19)
- Canada (18)
- Danimarca (5)
- Francia (21)
- Galles (21)
- Germania Ovest (14)
- Giappone (9)
- Inghilterra (21)

- Irlanda (21)
- Irlanda del Nord (14)
- Islanda (6)
- Italia (17)
- Marocco (15)
- Nigeria (6)
- Norvegia (5)
- Paesi Bassi (12)
- Polonia (6)

- Portogallo (15)
- Romania (5)
- Scozia (21)
- Spagna (21)
- Stati Uniti (21)
- Svezia (3)
- Svizzera (4)
- Tunisia (13)
- Unione Sovietica (18)

## Risultati

### Individuale (uomini seniores)
| Posizione | Atleta                | Nazionalità      | Tempo  |
| --------- | --------------------- | ---------------- | ------ |
| Oro       | John Treacy           | Irlanda          | 39'25" |
| Argento   | Aleksandras Antipovas | Unione Sovietica | 39'28" |
| Bronzo    | Karel Lismont         | Belgio           | 39'32" |
| 4         | Tony Simmons          | Inghilterra      | 39'51" |
| 5         | Guy Arbogast          | Stati Uniti      | 39'52" |
| 6         | Craig Virgin          | Stati Uniti      | 39'54" |
| 7         | Nathaniel Muir        | Scozia           | 40'00" |
| 8         | Franco Fava           | Italia           | 40'03" |
| 9         | Enn Sellik            | Unione Sovietica | 40'08" |
| 10        | Pierre Levisse        | Francia          | 40'15" |
| 11        | Steve Jones           | Galles           | 40'15" |
| 12        | Adelaziz Bouguerra    | Tunisia          | 40'16" |

### Squadre (uomini seniores)
| Pos.    | Atleta                                                                                              | Punti                 |
| ------- | --------------------------------------------------------------------------------------------------- | --------------------- |
| Oro     | Francia Pierre Levisse Lucien Rault Radhouane Bouster Alex Gonzalez Thierry Watrice Jean-Paul Gomez | 151 10 13 18 32 35 43 |
| Argento | Stati Uniti Guy Arbogast Craig Virgin Greg Meyer Jeff Wells Bill Rodgers Mike Roche                 | 156 5 6 20 29 44 52   |
| Bronzo  | Inghilterra Tony Simmons Jon Wild Neil Coupland Mike McLeod Ken Newton Steve Kenyon                 | 159 4 15 28 30 40 42  |
| 4       | Unione Sovietica                                                                                    | 169                   |
| 5       | Belgio                                                                                              | 173                   |
| 6       | Irlanda                                                                                             | 189                   |
| 7       | Germania Ovest                                                                                      | 240                   |
| 8       | Italia                                                                                              | 276                   |

### Individuale (uomini under 20)
| Posizione | Atleta               | Nazionalità      | Tempo  |
| --------- | -------------------- | ---------------- | ------ |
| Oro       | Mick Morton          | Inghilterra      | 22'57" |
| Argento   | Rob Earl             | Canada           | 23'10" |
| Bronzo    | Francisco Alario     | Spagna           | 23'11" |
| 4         | Constantino Esparcia | Spagna           | 23'12" |
| 5         | Ronnie Carroll       | Irlanda          | 23'14" |
| 6         | Aleksandr Pasaryuk   | Unione Sovietica | 23'15" |
| 7         | Viktor Zinovyev      | Unione Sovietica | 23'20" |
| 8         | Kevin Dillon         | Canada           | 23'22" |
| 9         | Eddy de Pauw         | Belgio           | 23'23" |
| 10        | Rod Berry            | Stati Uniti      | 23'24" |
| 11        | Brendan Quinn        | Irlanda          | 23'25" |
| 12        | Yevgeniy Okorokov    | Unione Sovietica | 23'27" |

### Squadre (uomini under 20)
| Posizione | Nazione e atleti                                                                  | Punti         |
| --------- | --------------------------------------------------------------------------------- | ------------- |
| Oro       | Inghilterra Mick Morton Eddie White David Beaver Peter Elletson                   | 53 1 13 15 24 |
| Argento   | Canada Rob Earl Kevin Dillon Rob Lonergan Jim Groves                              | 53 2 8 14 29  |
| Bronzo    | Spagna Francisco Alario Constantino Esparcia Argimiro González Valentin Rodríguez | 54 3 4 16 31  |
| 4         | Unione Sovietica                                                                  | 60            |
| 5         | Belgio                                                                            | 72            |
| 6         | Irlanda                                                                           | 84            |
| 7         | Stati Uniti                                                                       | 110           |
| 8         | Italia                                                                            | 111           |

### Individuale (donne seniores)
| Posizione | Atleta            | Nazionalità    | Tempo  |
| --------- | ----------------- | -------------- | ------ |
| Oro       | Grete Waitz       | Norvegia       | 16'19" |
| Argento   | Natalia Mărășescu | Romania        | 16'49" |
| Bronzo    | Maricica Puică    | Romania        | 16'59" |
| 4         | Julie Shea        | Stati Uniti    | 17'12" |
| 5         | Cornelia Bürki    | Svizzera       | 17'13" |
| 6         | Monika Greschner  | Germania Ovest | 17'14" |
| 7         | Jan Merrill       | Stati Uniti    | 17'17" |
| 8         | Georgeta Gazibara | Romania        | 17'18" |
| 9         | Joyce Smith       | Inghilterra    | 17'23" |
| 10        | Carmen Valero     | Spagna         | 17'26" |
| 11        | Kathy Mills       | Stati Uniti    | 17'27" |
| 12        | Christine Benning | Inghilterra    | 17'28" |

### Squadre (donne seniores)
| Posizione | Nazione e atleti                                                           | Punti         |
| --------- | -------------------------------------------------------------------------- | ------------- |
| Oro       | Romania Natalia Mărășescu Maricica Puică Georgeta Gazibara Antoaneta Iacob | 30 2 3 8 17   |
| Argento   | Stati Uniti Julie Shea Jan Merrill Kathy Mills Brenda Webb                 | 37 4 7 11 15  |
| Bronzo    | Inghilterra Joyce Smith Christine Benning Penny Yule Mary Stewart          | 55 9 12 16 18 |
| 4         | Germania Ovest                                                             | 85            |
| 5         | Polonia                                                                    | 122           |
| 6         | Irlanda                                                                    | 152           |
| 7         | Spagna                                                                     | 159           |
| 8         | Norvegia                                                                   | 165           |

## Medagliere
Legenda
     Paese ospitante
| Posizione | Paese            | Oro | Argento | Bronzo | Totale |
| --------- | ---------------- | --- | ------- | ------ | ------ |
| 1         | Inghilterra      | 2   | 0       | 2      | 4      |
| 2         | Romania          | 1   | 1       | 1      | 3      |
| 3         | Francia          | 1   | 0       | 0      | 1      |
| 3         | Irlanda          | 1   | 0       | 0      | 1      |
| 3         | Norvegia         | 1   | 0       | 0      | 1      |
| 6         | Canada           | 0   | 2       | 0      | 2      |
| 6         | Stati Uniti      | 0   | 2       | 0      | 2      |
| 8         | Unione Sovietica | 0   | 1       | 0      | 1      |
| 9         | Spagna           | 0   | 0       | 2      | 2      |
| 10        | Belgio           | 0   | 0       | 1      | 1      |
| Totale    | Totale           | 6   | 6       | 6      | 18     |